# John E. Franz
John E. Franz (Springfield, 21 de dezembro de 1929) é um químico estadunidense.
Recebeu a Medalha Perkin de 1990 pelo desenvolvimento do glifosato.